# Istituto Nazionale di Previdenza dei Giornalisti Italiani
L'Istituto Nazionale di Previdenza dei Giornalisti Italiani (in acronimo INPGI) è un ente previdenziale, impositore ed esattore, integrato nel sistema pensionistico obbligatorio italiano, gestore quindi di assicurazioni sociali obbligatorie previste dall'art. 38 della Costituzione secondo il modello previdenziale corporativo previsto dall'ordinamento italiano.
Roberto Ginex, eletto Presidente il 12 luglio 2024, succede a Marina Macelloni 

## Storia
L'istituto fu creato il 25 marzo 1926 con il regio decreto n. 838 che lo rese formalmente ente morale, sul modello previdenziale corporativo in uso. Arnaldo Mussolini fu il primo presidente e, morto prematuramente nel 1931, a lui fu dedicato nel 1932 l'istituto. Dopo la guerra, nel 1951 il nuovo Inpgi fu titolato a Giovanni Amendola e con la legge 20 dicembre 1951, n. 1564, gli furono assegnate le attuali funzioni. Nel 1994 l'istituto ha assunto la natura giuridica di "fondazione".
Nel 2015 l'INPGI ha dato vita, insieme con Ordine dei Giornalisti, Casagit e FNSI, alla Fondazione sul Giornalismo Paolo Murialdi, che ha lo scopo « di raccogliere e mettere a disposizione di studiosi e ricercatori tutta la documentazione sulla vita e la storia del giornalismo italiano, anche attraverso la sistematizzazione della documentazione archivistica degli enti di categoria ». La Fondazione Murialdi ha sede a Roma in via Augusto Valenziani 10-12/A. Dal maggio 2021, presidente della Fondazione è la presidente dell'INPGI, Marina Macelloni, subentrata  a Vittorio Roidi, rappresentante della FNSI e presidente dal giugno 2018, in base al principio di rotazione tra gli enti istitutivi.

## Compiti e funzioni
È un ente deputato a compiti di previdenza ed assistenza sociale obbligatoria per gli iscritti all'Ordine dei giornalisti. 
Gestisce "in regime sostitutivo e con regolamentazione autonoma, tutte le forme assicurative obbligatorie di previdenza ed assistenza a favore dei giornalisti professionisti e dei familiari aventi diritto". L'istituto gestisce anche i contributi a "gestione separata" e un fondo pensione complementare. I suoi organi sono in parte eletti dai giornalisti italiani e in parte designati da Fieg, Fnsi, ministero del Lavoro e Presidenza del Consiglio dei Ministri.
L'INPGI paga le pensioni e le altre prestazioni previdenziali con le imposte che riscuote. Il finanziamento avviene attraverso l'imposizione fiscale essendo l'INPGI un ente impositore (contributi previdenziali obbligatori versati sia dai datori di lavoro che dai prestatori di lavoro del giornalismo, sia che svolgano attività subordinata, para-subordinata o autonoma). Le attività consistono nella gestione di forme sostitutive dell'Assicurazione generale obbligatoria (AGO) che comprende le pensioni di vecchiaia, pensione di inabilità, pensione di reversibilità. Svolge la sua attività sotto la vigilanza del Ministero del Lavoro e della Previdenza Sociale e del Ministero del Tesoro. La gestione obbligatoria è divisa in due: gestione sostitutiva dell'AGO e gestione separata.

## La gestione finanziaria
La gestione avviene secondo il classico sistema pensionistico senza patrimonio di previdenza. Ciò significa che le uscite per le prestazioni previdenziali sono stabilite per legge secondo uno schema pensionistico con formula delle rendite predefinita a prescindere quindi dai contributi previdenziali effettivamente versati e del patrimonio preda.
A seguito della sentenza del Consiglio di Stato del 28/11/2012, è da ritenersi una pubblica amministrazione e come tale l'ISTAT l'ha inserita tra le amministrazioni che concorrono al conto consolidato dello Stato.
L'INPGI fino al 2014 utilizzava nel calcolo della pensione di vecchiaia un coefficiente di rendimento pari a 2,33.